# Hemiancistrus hammarlundi
Hemiancistrus hammarlundi är en fiskart som beskrevs av Rendahl, 1937. Hemiancistrus hammarlundi ingår i släktet Hemiancistrus och familjen Loricariidae. Inga underarter finns listade i Catalogue of Life.